# Zeuxine lunulata
Zeuxine lunulata là một loài thực vật có hoa trong họ Lan. Loài này được P.J.Cribb & J.Bowden miêu tả khoa học đầu tiên năm 1979.